# Irakere
Irakere est un groupe de musique cubain fondé par le pianiste Chucho Valdés en 1973.

## Ses membres
Parmi ses membres ont figuré :
- Chucho Valdés (piano)
- Arturo Sandoval (trompette) qui s'exile aux États-Unis en 1990
- Paquito D'Rivera (saxophone alto et flûte), qui s'exile en 1980 pendant une tournée en Espagne avant de s'installer en États-Unis
- Oscar Valdés (percussionniste et chant)
- Anga Díaz (percussionniste)
- Carlos Emilio Morales (guitare)
- Jorge Varona (trompette)
- Tato Alfonso (percussion)
- Bernardo Garcia (batterie (musique))
- José Luis Cortés flûte, il fonde peu après NG La Banda
- Orlando "Maraca" Valle (flûte)
- Cesar Lopez (Alto Sax)
- Fran Padilla (saxophone)
- Carlos Averhoff (en) (saxophone)
- Enrique Pla (batterie (musique))
- Carlos del Puerto (es) (contrebasse)
- Juan Munguía (trompette)

## Historique et apports
Après la révolution castriste, la musique de jazz n'est pas encouragée par le nouveau régime, ayant une connotation yankee, mais les musiciens ne peuvent plus quitter l'île durant la période la plus dure de la guerre froide. Dans ce contexte Chucho Valdès est autorisé à maintenir un combo. En 1973, il baptise sa formation Irakere, ce qui signifie forêt dense en langue yoruba.
En 1978, le Newport Jazz Festival programme une soirée au Carnegie Hall, salle mythique de New York, qui se termine par la prestation de la formation de Chucho Valdès. Le label CBS Records obtient, malgré les difficultés juridiques dues à l'embargo commercial des États-Unis contre Cuba, d'enregistrer deux disques en live, Irakere I et Irakere II. Puis la même formation se produit en Europe, au festival de Montreux, et dans bien d'autres lieux.
En 1980, le durcissement du climat entre les États-Unis et le bloc soviétique met fin à la détente des relations culturelles. Paquito D'Rivera quitte l'île de Cuba et la formation historique doit faire évoluer sa composition. Il devient de plus en plus difficile au groupe de se produire à l'extérieur de l'île. Ainsi, en 1998, pour le 2e Midem Latin America and Caribbean, et bien qu'un visa ne soit pas nécessaire, la prestation étant gratuite, l'obtention du droit d'entrée aux États-Unis provoque un imbroglio et le décalage du concert. La formation s'arrête au début des années 2000.
Il est envisagé que cette formation se reforme en 2013.

## Particularités
Humour, ouverture, et rythme tropical, ce groupe est quelque part entre la musique africaine, la musique cubaine, le jazz et la musique d'avant-garde. « On a repris des instruments rituels africains, joués encore dans certaines régions de Cuba, mais jamais utilisés pour la musique populaire. On les a sortis de leur rôle rituel, intégrés à toutes sortes d'éléments universels, le jazz, très important pour l'harmonie, pour la possibilité d'improvisation qu'il offre ; la musique classique, et même le rock », déclarent-ils.
Le groupe utilise des instruments de percussion variés comme des tambours batá, abacuá et arará, des chekerés, des erikundis, des maracas, des claves, des cencerros, du bongo, des tumbadoras et le güiro.

## Discographie
- 1979 : Chekere Son
- 1980 : El Coco
- 1980 : Irakere, gagne le Grammy Award du meilleur album de musique latine
- 1986 : Misa Negra
- 1987 : Culpa Del Güao
- 1987 : The Legendary Irakere in London
- 1989 : Homenaje a Beny Moré
- 1991 : Great Moments
- 1995 : Bailando Así
- 1999 : Indestructible
- 2001 : Pare Cochero

### Articles
- François-Xavier Gomez, « Le mythe Irakere près de la résurrection », Libération,‎ 5 mai 2013 (lire en ligne).
- « 2e Midem Latin America and Caribbean. Imbroglio pour les visas », Le Monde,‎ 29 août 1998.
- Catherine Humblot, « Tropica Rythmes, à l'espace Balard. Enfin Irakere vint... », Le Monde,‎ 25 juin 1983.